# Linguagem de programação de quarta geração
As linguagens de programação de quarta geração, ou 4GL em sua abreviatura de origem inglesa, são linguagens de programação de alto-nível com objetivos específicos, como o desenvolvimento de softwares comerciais de negócios. Elas permitem ao programador especificar o que deve ser feito visando um resultado imediato.
O termo 4GL foi usado primeiramente por James Martin em seu livro publicado em 1982 "Applications Development Without Programmers" para se referir a estas linguagens não-procedimentais e de alto-nível. Alguns acreditam que a primeira 4GL foi uma linguagem chamada Ramis, desenvolvida por Gerald C. Cohen na empresa Mathematica (uma companhia de software matemáticos). Cohen deixou Mathematica e fundou a Information Builders, para criar uma 4GL similar, chamada FOCUS.
A principal diferença entre as linguagens de terceira e quarta geração, é que estas primeiras são linguagens procedurais que descrevem como fazer algo, enquanto a 4GL descreve o que você quer que seja feito.
Uma 4GL que se popularizou foi a linguagem SQL (Structured Query Language), que se tornou um padrão para manipulação e consulta de bancos de dados, sendo hoje em dia muito usada em conjunto com as linguagens de terceira geração.
Linguagens de quarta geração tem sido frequentemente comparadas a Linguagens de domínio especifícos (DSLs). Alguns pesquisadores afirmam que as 4GLs são um subconjunto de DSLs.

## Algumas linguagens de quarta geração bem-sucedidas
- Database query languages
  - FOCUS
  - Oracle PL/SQL
  - NATURAL
  - Progress 4GL
  - SQL

- Report generators
  - BuildProfessional
  - GEMBase
  - IDL-PV/WAVE
  - LINC
  - Metafont
  - NATURAL
  - Oracle Reports
  - PostScript
  - Progress 4GL Query/Results
  - RPG-II
  - S
  - Gauss
  - Mathematica

- Linguagens de manipulação de dados, análise e criação de reports
  - Clarion Programming Language
  - Ab Initio
  - ABAP
  - Aubit-4GL
  - DASL
  - FOCUS
  - GraphTalk
  - Informix-4GL
  - MATLAB
  - NATURAL
  - Nomad
  - Progress 4GL
  - Ramis
  - SAS
  - Synon
  - CorVision
  - LANSA
  - XML
  - xBase
- Linguagens para Data-stream
  - APE
  - AVS
  - Iris Explorer

- Geradores e desenhadores de Ecrãs
  - Oracle Forms
  - Progress 4GL ProVision
  - Unify Accell

- Criação de GUI
  - 4th Dimension (Software)
  - Delphi programming language
  - eDeveloper
  - MATLAB's GUIDE
  - Progress 4GL AppBuilder
  - Revolution programming language
  - Visual Basic's form editor
  - Windows Forms (part of the .NET Framework)
  - OpenROAD
  - Powerbuilder